# エルサレム解放

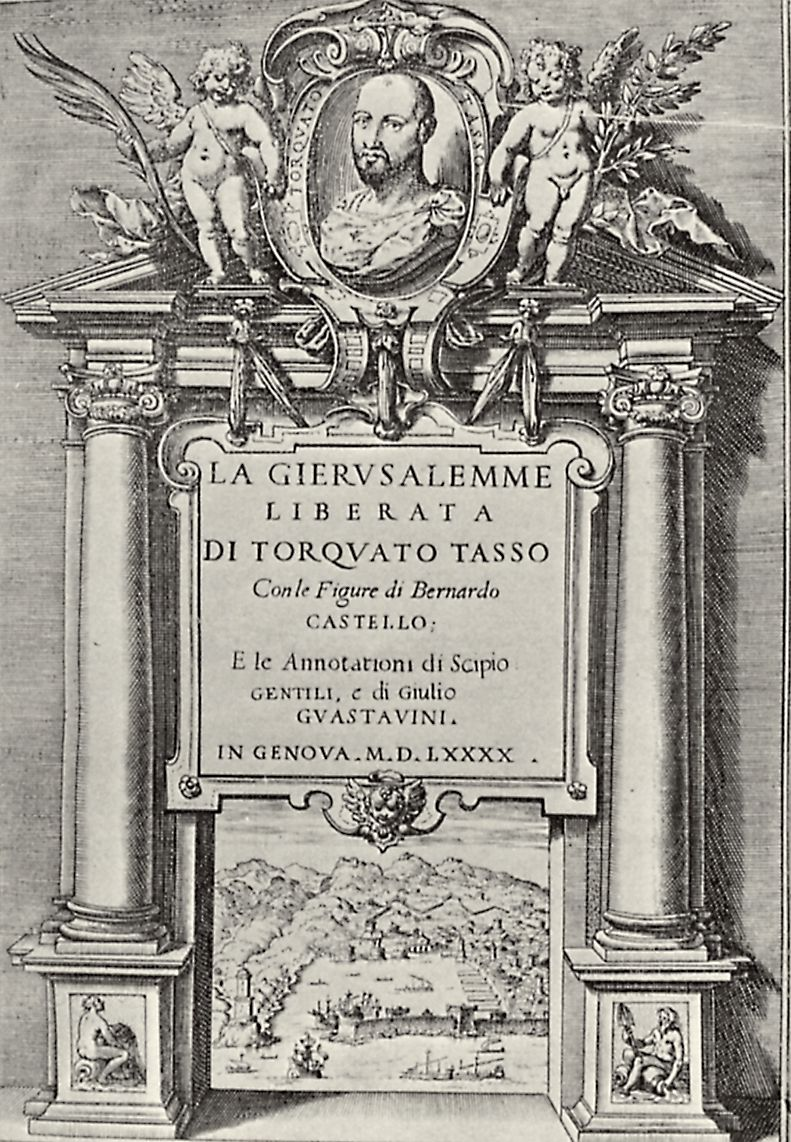
1590年にジェノヴァで出版された最初の挿絵入り版『エルサレム解放』

『エルサレム解放』（エルサレムかいほう、原題 La Gerusalemme liberata）は、1581年に公刊された、イタリアの詩人トルクァート・タッソによる叙事詩である。 第1回十字軍に舞台をおき、ゴドフロワ・ド・ブイヨン率いるキリスト教騎士たちが、エルサレム奪取のためにムスリムと闘う様子を描いている。詩の構成としては、各8行の連が、長短様々な20編（カント）にまとめられている。『解放されたエルサレム』、『エルサレムの解放』等とも訳される。日本語版は鷲平京子によるものが出版されている（1993年に抄出版、2010年に完全版）。
本作品はイタリア・ルネサンスの空想的叙事詩の流れに位置づけられ、特に物語の構想や登場人物の類型については、アリオストの『狂えるオルランド』から直接借用している部分が少なくない。また、ホメロスやウェルギリウスの古典叙事詩に想を得た部分も見られる（特に包囲戦や戦闘場面の描写）。更に、実際にあったキリスト教徒とイスラム教徒の戦いという主題は、オスマン帝国がヨーロッパ東部に領土を拡張しようとしていた当時の読者に強く訴えるものとして、他の同時代作品にも見られる。
その一方で、自らの心と義務の間で引き裂かれる登場人物たちの葛藤を描いている点はタッソの独創によるところが大きい。武勇や栄誉と相容れない愛の描写こそが、本作品の叙情的表現の核となっている。同時に、歴史的主題を題材とすることによってはじめから決まった結末を持ち、無数の続編を生み出していくことはなかった、という点も、他のルネッサンスの叙事詩にはない本作品の特徴となっている。
愛や暴力、異国情緒等を描く『エルサレム解放』はヨーロッパ全土で大きな成功を収め、18世紀後半のフランス革命までの時期を中心に、さまざまな場面を題材にした絵画やオペラ、劇、バレエ等の芸術作品が数多く制作されている。

## 作品の成立と受容
タッソが『エルサレム解放』の創作を始めたのは1560年代半ばであり、当初は Il Goffredo（『ゴドフロワ』）という題であった。1575年4月に完成し、夏にはフェラーラ公アルフォンソ2世・デステとその妹ルクレツィア・デステ（ウルビーノ公フランチェスコ・マリーア2世の妻）に披露した。1580年、タッソの了解を得ない14編のみの海賊版がヴェニスで出版され、1581年にパルマとフェラーラで完全版が出版された。
『エルサレム解放』は大好評を博し、数多くの派生作品を生んだ。ただし、一部の批評家はあまり歓迎せず、特にタッソがふんだんに魔術をもちこんだ点や、語り口の混乱に批判が集中した。死の直前にタッソは、『エルサレム征服』（La Gerusalemme Conquistata）という題名で作品を大幅に書き直したが、この改作は現代の批評家からは酷評されている。

## あらすじと著名な場面

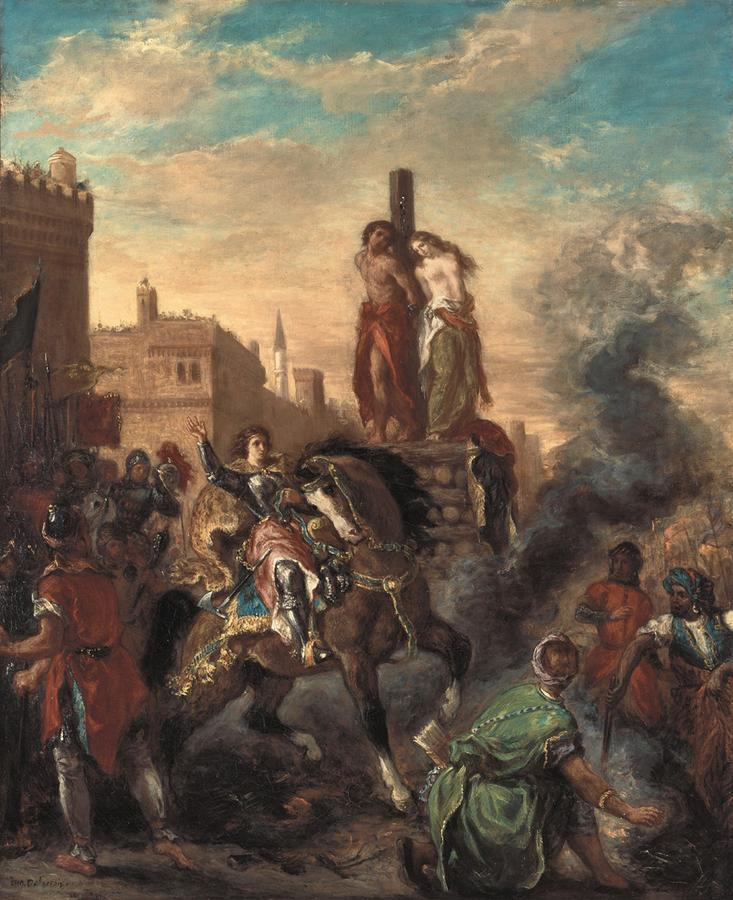
ドラクロワ『オリンドとソフロニアを救出するクロリンダ』ノイエ・ピナコテーク蔵

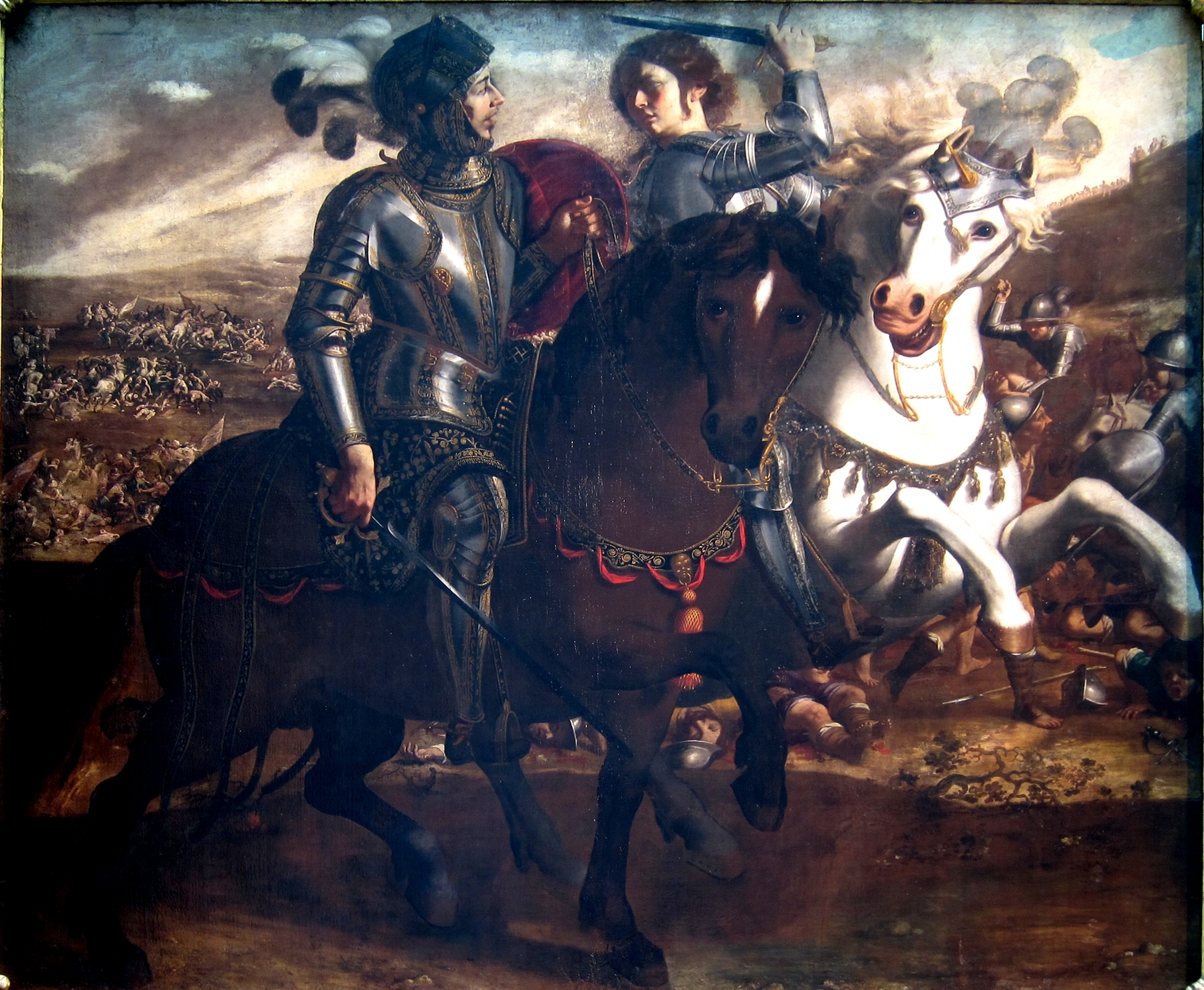
フィノーリア『タンクレーディを襲うクロリンダ』

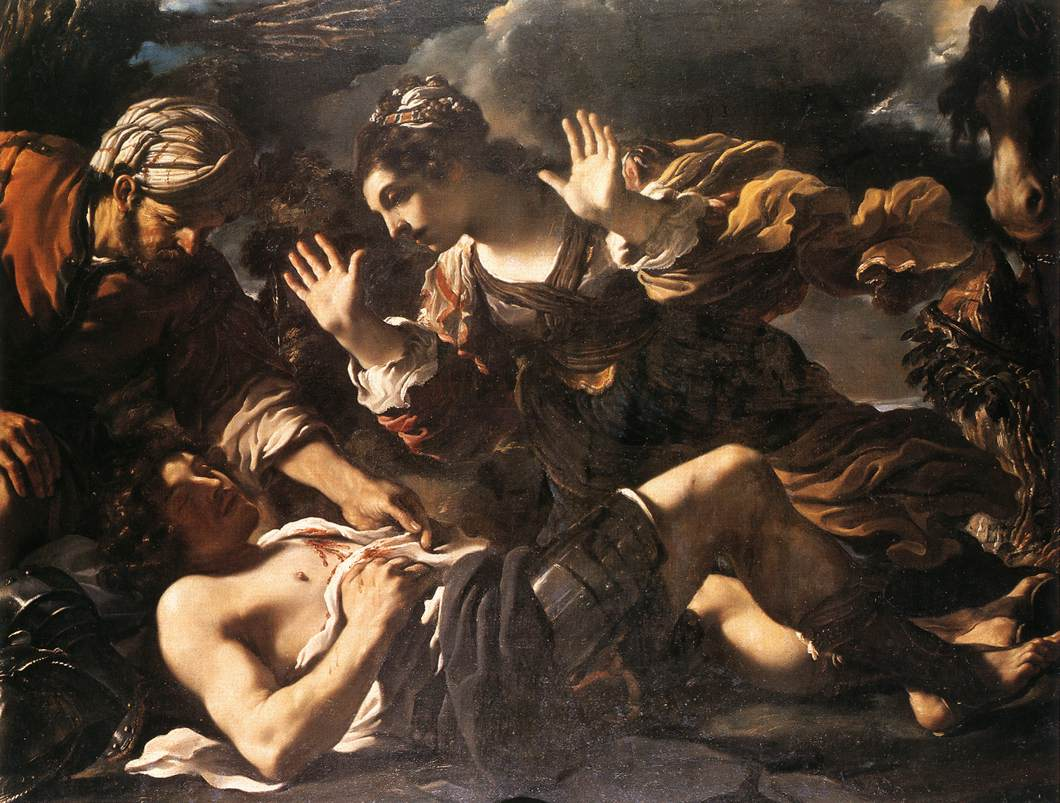
グエルチーノ 『傷ついたタンクレーディを見つけるエルミニア』1619年。ドーリア・パンフィーリ美術館蔵

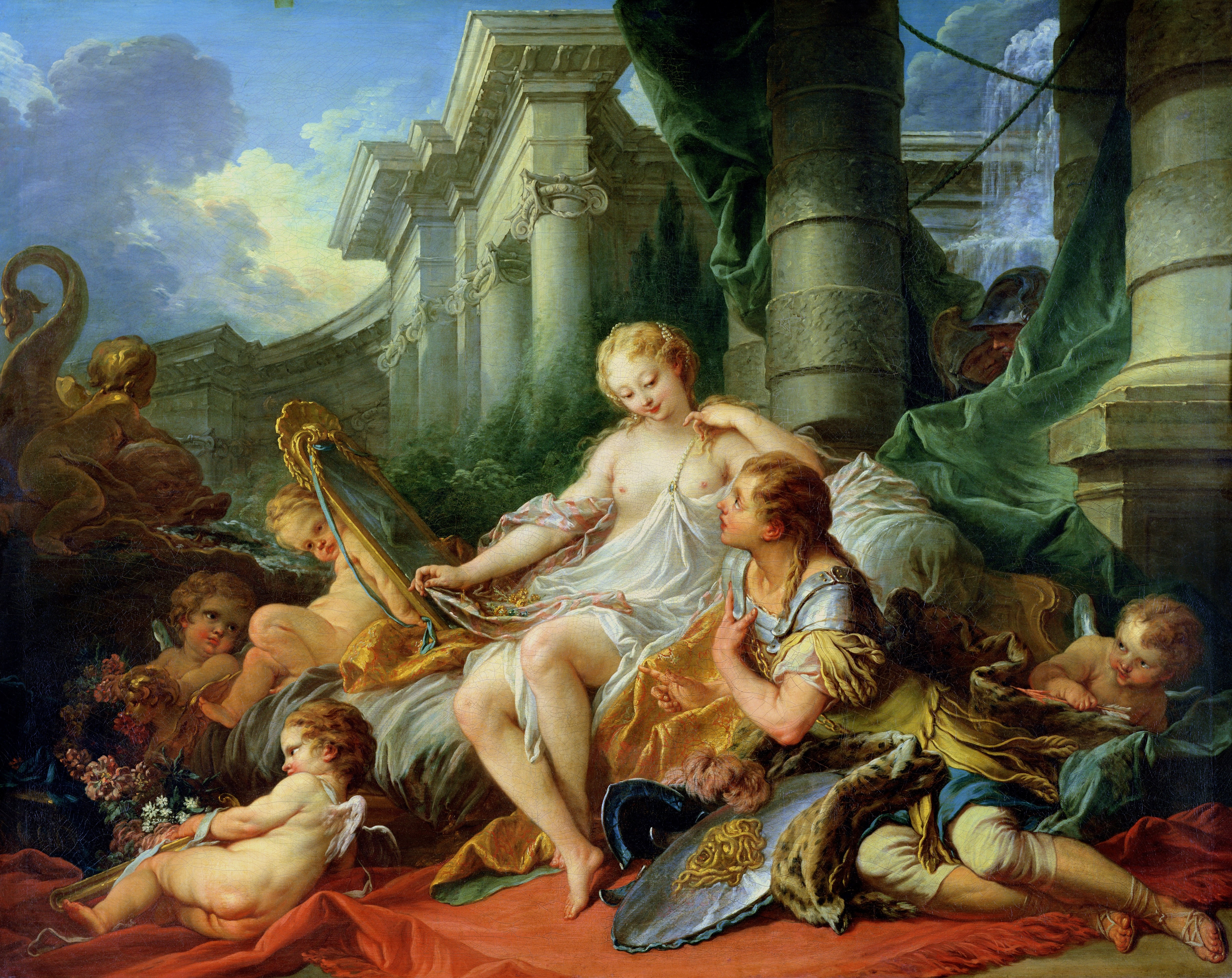
ブーシェ『リナルドとアルミーダ』1734年、ルーブル美術館蔵

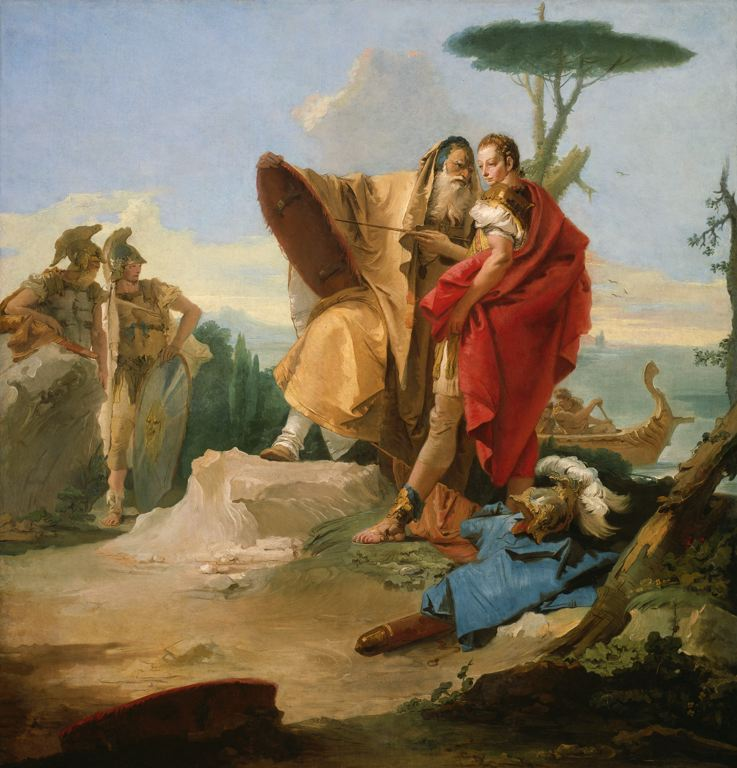
ティエポロ『リナルドとアシュケロンの賢者』シカゴ美術館

『エルサレム解放』は、1099年の第1回十字軍によるエルサレム奪取に舞台を置き、具体的な描写は史実とかけ離れているものの、キリスト教徒騎士とムスリムとの闘い、キリスト教徒間の不和や後退、そして最終的な勝利が描かれる。第1回十字軍の最も主要な人物たちは登場するが、詩の主要部分は脇筋の恋愛譚であり、その登場人物は、タンクレーディ（ガリラヤ公タンクレード）を除き、すべて想像上の人物である。主要な女性登場人物は3人いるが、いずれもはじめはイスラム教徒であり、キリスト教騎士と恋愛関係に陥り、最後はキリスト教に改宗する。またいずれも積極的な女性で、2人は戦闘に身を投じ、残る1人は魔女である。魔術的な描写も多く、サラセン人側は、まま典型的な異教徒として描かれる。
以下には、もっとも著名で、絵画や音楽等の派生作品に多く取り上げられている場面を中心にあらすじを紹介する。
エルサレムのキリスト教徒の娘ソフロニア（Sofronia）は、ムスリムの王によるキリスト教徒虐殺を防ごうと、無実ながら罪を自首する。恋人オリンド（Olinde）は彼女を助けようと自分こそが罪人であると訴え、2人はお互いを救おうとそれぞれに王に嘆願する。そこへ女戦士クロリンダ（Clorinda）が現れ、2人を救う（カント2）。クロリンダはムスリム軍に加わるが、キリスト教騎士タンクレーディ（Tancredi）と恋に落ちてしまう（カント3）。
アンティオキアの王女エルミニア（Erminia）もまたタンクレーディを愛し、彼を助けるために自分の民を裏切る。しかし、タンクレーディがクロリンダを愛していることを知って嫉妬する。エルミニアはクロリンダの武具を盗み、タンクレーディを探して街を離れるが、クロリンダと間違われてキリスト教兵士から攻撃を受ける。森に逃げた彼女は羊飼いの一家に助けられる（カント6・7）。
夜襲の際、十字軍の塔に火を放ったクロリンダは、誤って恋人タンクレーディに殺されてしまうが、息絶える直前にキリスト教に改宗する（カント12）。エルミニアは後にアルミーダの侍女となるが、イスラム陣営を離れ、キリスト教側に転じる。エルサレム奪還後、タンクレーディが宿敵アルガンテとの決鬪で大きな傷を負うと、エルミニアは自らの髪を切ってこれでその傷を縛り、癒やす（カント19）。
一方、魔女アルミーダは、助けを求める振りをしてキリスト教陣営に入り込み、誘惑により騎士たちを分裂させる。一部の騎士は彼女とともに陣営を離れ、その魔法で動物に変えられてしまう（カント5）。アルミーダは、最強のキリスト教騎士リナルド（Rinaldo）を誘拐する。リナルドはベルトルド（Bertoldo）の息子であり、エステ家の創始者とされる。リナルドを殺すつもりだったアルミーダは、彼を愛してしまい、大西洋に浮かぶ魔法の島へ連れ去り、骨抜きにして十字軍のことを忘れさせてしまう（カント14）。
リナルドの友人である2人の騎士カルロ（Carlo）とウバルド（Ubaldo）はゴドフロワ・ド・ブイヨンの命を受け、リナルドを探す。アシュケロンの賢者の助けを得て、二人はアルミーダの秘密の砦を発見し、果敢に攻め入って抱き合うアルミーダとリナルドを見出す。二人がリナルドにダイアモンドの鏡を与え、愛に堕ちた状態を見せると、リナルドは傷心のアルミーダを残して戦場へ戻る。アルミーダは復讐を誓い、愛の砦を破壊して、ガザのサラセン陣営に戻る（カント14〜16）。
リナルドがパレスチナに戻ると、アシュケロンの賢者は彼に楯を与え、その楯にエステ家の先祖や子孫を映し出す。リナルドは戦死したデンマーク王子スヴェンの剣をカルロから受け取り、十字軍に戻る（カント17）。これより先、十字軍が攻城兵器用の材木を切り出すのを阻止しようと、ムスリムの魔術師イスマン（Ismen）は森を魔法で守り、タンクレーディ等キリスト教騎士を撃退した（カント13）。リナルドがこの魔法を破り、攻城兵器が作られ、エルサレムは十字軍によって奪取される（カント18）。
エジプト軍が到着し、エルサレム城外で大規模な戦闘が起こる。アルミーダはリナルドを殺した者と結婚すると宣誓するが、十字軍に立ち向かう者は皆敗れる。アルミーダは自殺を試みるが、リナルドに止められる。リナルドはアルミーダにキリスト教への改宗を懇願し、彼女も受け入れる（カント20）。

## 先行作品の影響
クロリンダの人物造形は、ウェルギリウス『アエネイス』のカミッラや、アリオスト『狂えるオルランド』のブラダマンテに影響を受けている。また、アフリカ人夫婦に生まれるコーカソイドの女児という出生は、古代ギリシャのエメサのヘリオドロスの『エティオピア物語』の主人公カリクレイアに祖型をみることができる。
アルミーダはホメロス『オデュッセイア』のキルケに祖型をたどることができ、またアリオスト『狂えるオルランド』に登場する魔女アルチーナの影響が認められる。『狂えるオルランド』においてアルチーナは騎士ルッジェーロを誘惑するが、彼女の魔法は善良な魔女メリッサのもたらした魔法の指輪で解かれる。アルチナは恋人を失ったことを嘆き死を願うが、魔女ゆえに死ぬことができない。
リナルドは、『狂えるオルランド』に同じ名前の人物がシャルルマーニュのパラディンとして登場する（ルノー・ド・モントーバン）。

## 『エルサレム解放』に基づく代表的な作品

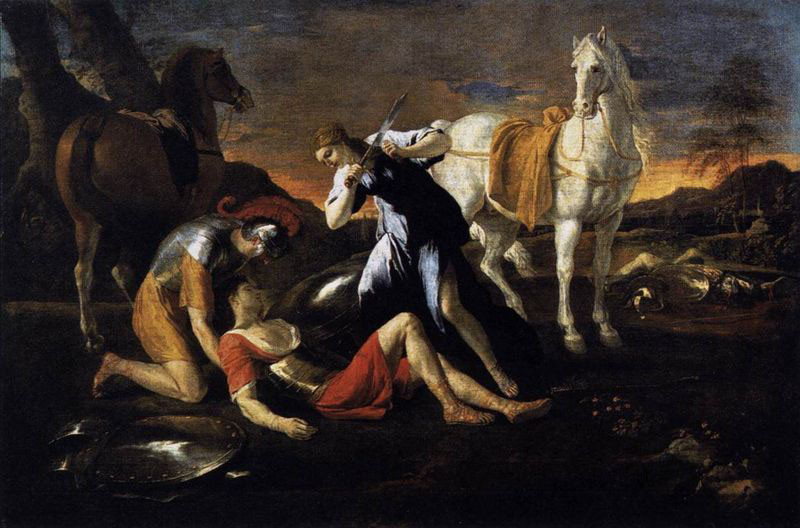
プッサン『タンクレードとエルミニア』1631年。エルミタージュ美術館蔵

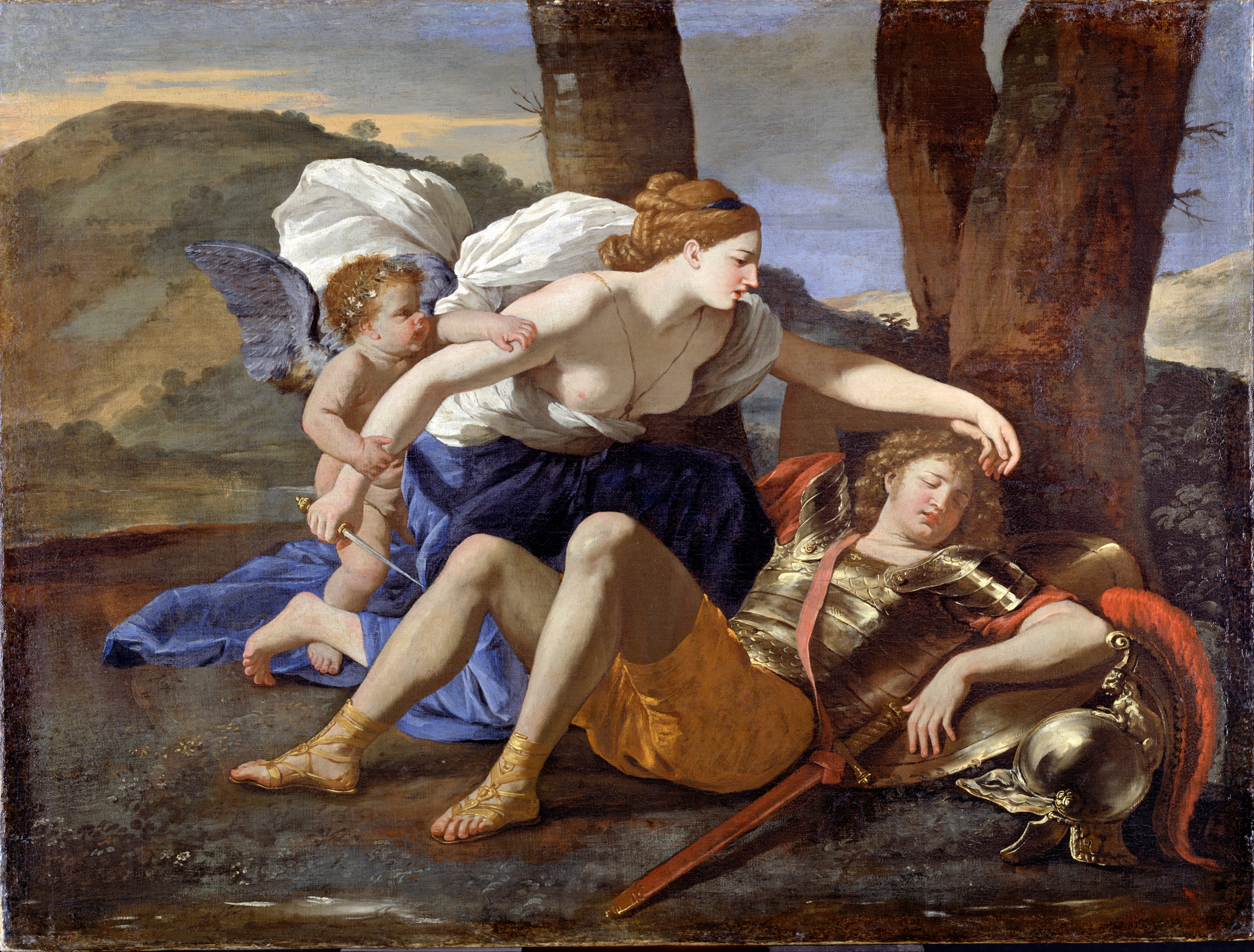
プッサン『リナルドとアルミーダ』1628-1630年頃。ダリッジ・ピクチャー・ギャラリー蔵

### 楽曲及びオペラ
- マドリガーレ『エルサレム解放』（ジャケス・デ・ヴェルト、1595年頃）
- マドリガーレ『タンクレーディとクロリンダの闘い』（クラウディオ・モンテヴェルディ、1624年）
- 『アルミード』（ジャン＝バティスト・リュリ、1686年）
- オペラ『リナルド』（ゲオルク・フリードリヒ・ヘンデル、1711年）
- 『エジプトの戦場に赴くアルミーダ』（アントニオ・ヴィヴァルディ、1718年）
- 『捨てられたアルミーダ』（ニコロ・ヨンメッリ、1770年）
- 『アルミーダ（英語版）』（アントニオ・サリエリ、1771年）
- 『アルミード』（クリストフ・ヴィリバルト・グルック、1777年）
- 『アルミーダ』（フランツ・ヨーゼフ・ハイドン、1784年）
- オペラ『アルミーダ』（ジョアキーノ・ロッシーニ、1817年）
- カンタータ『エルミニア』（ホアン・クリソストモ・アリアーガ、1825年頃)
- カンタータ『リナルド』（ヨハネス・ブラームス、1858年）
- 『アルミーダ』（アントニン・ドヴォルザーク、1904年）
- ソプラノ、テノール、バリトン、3つのヴィオラ、チェロ、ダブル・バス、ハープシコードのための『タンクレーディとクロリンダの闘い』（ルチアーノ・ベリオ、1966年） モンテヴェルディ作品の改作

### 絵画
- ニコラ・プッサン『タンクレード』(1630年頃)
- アンニーバレ・カラッチ『リナルドとアルミーダ』 (1601-1602年頃、カポディモンテ美術館)
- F・ブーシェ『ルノーとアルミッド（リナルドとアルミーダ）』（1734年、ルーヴル美術館）
- テオドール・ヒルデブラント『タンクレードとクロリンダ』（1830年頃）

## 日本語訳
- 鷲平京子訳「エルサレム解放抄」河島英昭編『ルネサンスの箱』（澁澤龍彦文学館1）筑摩書房、1993年 ISBN 4480200010
- 鷲平京子訳『エルサレム解放』岩波文庫、2010年 ISBN 9784003271025